# Shazam! (trilha sonora)
Shazam! é a trilha sonora do filme Shazam! composto por Benjamin Wallfisch. Foi lançado a 5 de abril de 2019 pela WaterTower Music com a edição física da trilha sonora a ser lançada posteriormente a 10 de maio de 2019.

## Desenvolvimento
Em 21 de julho de 2018, Benjamin Wallfisch foi anunciado como o compositor do Shazam!. O filme marca a terceira colaboração entre Wallfisch e o diretor David F. Sandberg, com a trilha sonora de seu primeiro filme Lights Out e Annabelle: Creation. Para a trilha de Shazam!, Sandberg e Wallfisch entraram no território dos divertidos filmes de aventura da velha escola, inspirando-se nas trilhas dos anos 1970 e 1980, especificamente em Superman de John Williams e Back to the Future de Alan Silvestri. Sandberg observou "que muitas partituras modernas se afastaram dessa música tradicional" e, como tal, fizeram da partitura uma homenagem adequada à Idade de Ouro de Hollywood.
Wallfisch observou que a história do filme tinha aquele "tipo de ternura no cerne da história" e um senso de "otimismo para o futuro". A partir daí, ele elaborou vários temas - o tema de Sivana, o tema Wizard, a música para os Sete Pecados Capitais, o tema da família e os temas de Shazam que compreendem um tema de Herói e um tema de Transformação e trabalhou em torno da criação de uma paisagem sonora melódica, equilibrando-se entre a comédia e aspectos de aventura. Para o vilão do filme, Dr. Sivana . Wallfisch optou por uma abordagem minimalista utilizando apenas coro masculino baixo, sopros graves estendidos e metais.
A trilha foi gravada no AIR Lyndhurst Studios em Hampstead, Londres

## Lista de músicas
Todas as músicas compostas por Benjamin Wallfisch.
| N.º            | Título                           | Duração |  |
| 1.             | "Shazam!"                        | 3:59    |  |
| 2.             | "The Consul of Wizards"          | 3:01    |  |
| 3.             | "Seeking Spell"                  | 2:33    |  |
| 4.             | "Compass"                        | 3:26    |  |
| 5.             | "Seven Symbols"                  | 4:17    |  |
| 6.             | "The Rock of Eternity"           | 4:17    |  |
| 7.             | "Subway Chase"                   | 0:45    |  |
| 8.             | "It's You or No One"             | 4:59    |  |
| 9.             | "Dude, You're Stacked"           | 1:18    |  |
| 10.            | "This Is Power"                  | 2:32    |  |
| 11.            | "Bus Rescue"                     | 2:29    |  |
| 12.            | "You're Like a Bad Guy, Right?"  | 1:16    |  |
| 13.            | "Them's Street Rules"            | 0:48    |  |
| 14.            | "Superman It"                    | 0:55    |  |
| 15.            | "Super Villain"                  | 1:39    |  |
| 16.            | "You Might Need It More Than Me" | 5:38    |  |
| 17.            | "Come Home Billy"                | 3:02    |  |
| 18.            | "Give Me Your Power"             | 1:41    |  |
| 19.            | "His Name Is"                    | 2:46    |  |
| 20.            | "Sentimental Nonsense"           | 1:54    |  |
| 21.            | "Run!"                           | 2:13    |  |
| 22.            | "Play Time's Over"               | 1:48    |  |
| 23.            | "All Hands on Deck"              | 2:05    |  |
| 24.            | "I Can Fly!"                     | 2:14    |  |
| 25.            | "Fight Flight"                   | 3:31    |  |
| Duração total: | Duração total:                   | 1:13:13 |  |

## Ligações Externas
- Site oficial